# 馬歇爾縣 (田納西州)
馬歇爾縣（英語：Marshall County）是美國田納西州中南部的一個縣。面積974平方公里。根據美國2000年人口普查，共有人口26,767人。縣治劉易斯堡 (Lewisburg)。
成立於1839年1月19日。縣名紀念曾任代表維吉尼亞州的眾議員、國務卿、首席大法官的約翰·馬歇爾。